# Luigi Tomasini
Luigi Tomasini (* 22. Juni 1741 in Pesaro; † 25. April 1808 in Eisenstadt) war ein italienischer Violinist und Komponist am Hofe der Fürsten Esterházy.

## Leben
Tomasini entstammte der italienischen Violintradition aus dem Tartini-Umfeld und erhielt seine Ausbildung in Venedig. Im Alter von 16 Jahren wurde er in die Hofkapelle des Fürsten Paul II. Anton Fürst Esterházy aufgenommen. Als Joseph Haydn 1761 Esterházys Kapellmeister wurde, war Tomasini bereits einer der ersten Violinisten. Haydn komponierte u. a. die Soli in seinen Sinfonien Nr. 6 Le matin, Nr. 7 Le midi und Nr. 8 Le soir für seinen inzwischen zum Konzertmeister aufgestiegenen Freund Tomasini, sowie mindestens zwei Violinkonzerte. 1802 wurde Tomasini Leiter der Fürstlichen Kammermusik.
Sein Sohn Alois Tomasini (1779–1858) wurde von Haydn ausgebildet, er war später Konzertmeister am Hoftheater in Neustrelitz, ein weiterer Sohn, Anton Tomasini (1775–1824), blieb wie der Vater in der fürstlichen Kapelle.

## Werke
- Mehrere Sinfonien
- Mehrere Violinkonzerte
- Rund 30 Streichquartette, darunter die bekannteren 3 Streichquartette op. 8 (1808) (insgesamt 6 verschollen)
- 24 Trios für Baryton, dem Lieblingsinstrument des Fürsten Nikolaus
- Mehrere Violinsonaten
- Konzertante Violinduos